# Edifici Fòrum
L'edifici Fòrum és una construcció situada al Parc del Fòrum de Barcelona, inclosa a l'Inventari del Patrimoni Arquitectònic de Catalunya. Des de l'any 2011 és una de les seus del Museu de Ciències Naturals de Barcelona, on el públic pot admirar les mostres més representatives de les seves col·leccions (mostres de plantes, animals naturalitzats, esquelets, fòssils, roques, minerals, etc.).

## Història
Va ser projectat el gener del 2001 pels arquitectes suïssos Jacques Herzog i Pierre de Meuron al lloc on hi havia estat el Castell del Camp de la Bota, desaparegut als anys 1960. Aquesta zona industrial i de tractament d'aigües residuals fou reconvertida per a la celebració del Fòrum de les Cultures del 2004, que tenia aquest edifici com una de les seves icones.
Entre el 2009 i el 2010, els mateixos arquitectes projectaren una reforma per a acollir les col·leccions del Museu de Ciències Naturals de Barcelona, fins aleshores al Castell dels Tres Dragons. Inaugurat el 27 de març de 2011 com a «Museu Blau», cap a la fi del 2017 aquest nom fou abandonat.

### Grans esdeveniments
El Fòrum acull regularment espectacles de tota mena, incloent esdeveniments musicals i socials. Per exemple, ha estat el lloc és agafat per celebrar concerts, en el seu auditori, per artistes com Mónica Naranjo, Sergio Dalma, David Bustamante o per a concerts d'orquestres. Així mateix, va ser el lloc escollit en 2012 per a la celebració del congrés anual del partit polític de Convergència Democràtica de Catalunya.
L'auditori també ha estat escenari de gales de premis, com els Premis Gaudí el 2016, la gala dels Premis LFP i la cerimònia dels Premis Ondas, les dues en 2015. De la mateixa manera, el lloc va ser l'escollit per a la premiere europea de la pel·lícula La Saga Crepuscle: Alba - Part 1 en 2011.

## Descripció
És un edifici de planta triangular de 180 m de costat i 25 m d'alçada, que segueix les pautes dels carrers que hi conflueixen; l'avinguda Diagonal, la Rambla de Prim i la Ronda del Litoral, on una de les tres façanes ressegueix el seu traçat; a la resta de costats s'hi troben espais de pas i jardí. Actualment, acull les col·leccions en exposició del Museu de Ciències Naturals de Barcelona i un gran auditori de més de 3.000 butaques, connectat amb el Centre de Convencions Internacional de Barcelona a través d'un pas subterrani.
Ll'edifici té una superfície de 9.000 m², dividits en dues plantes, i acull una sala d'exposicions de quasi 5.000 m², que funciona orgànicament amb un traçat de visita lliure en el qual el visitant es mou lliurement. El pis triangular superior, sostingut per 17 pilars, s'entén com un element de coberta de la plaça que ressegueix amb la seva superfície els carrers del voltant, i està cobert per una làmina d'aigua que representa la Mediterrània.